# Солт (фильм)
«Солт» (англ. Salt) — художественный фильм Филлипа Нойса в жанре боевика. Сценарий фильма написали Курт Уиммер и Брайан Хелгеланд. Главную роль — Эвелин Солт, подозреваемой в работе на российскую разведку, исполняет Анджелина Джоли. Фильм вышел на экраны 23 июля 2010 года.

## Сюжет
В северокорейской тюрьме жестоко допрашивают Эвелин Солт, пытаясь добиться признания в принадлежности к американской разведке. Неожиданно её освобождают в рамках обмена. Встретивший её на пограничном пункте коллега из ЦРУ Тед Винтер рассказывает, что её освободили хлопотами её близкого друга, знаменитого арахнолога Майкла Краузе. Впоследствии Майкл становится мужем Эвелин.
Два года спустя Солт вместе с Винтером и агентом ФБР Пибоди допрашивает русского перебежчика Орлова. Орлов рассказывает о «Дне Икс» — операции, задуманной в СССР ещё во времена холодной войны для уничтожения Соединённых Штатов с помощью внедрённых в спецслужбы страны агентов: на похоронах вице-президента США в Нью-Йорке президент России Матвеев будет убит русской шпионкой Эвелин Солт.
На неё падает подозрение, что она является «кротом». Винтер пытается защитить Солт, а Пибоди настаивает на том, чтобы задержать её. В это время Орлов совершает побег, убив двоих сопровождавших его сотрудников. Воспользовавшись суматохой, Эвелин убегает, применив свои необычайные знания и способности. Дома она обнаруживает исчезновение мужа и успевает скрыться, набив дорожную сумку оружием и оснащением, а также прихватив ядовитых пауков, которых держал муж.
Уйдя от погони, Солт летит в Нью-Йорк, изменяет свою внешность и готовится к операции, в том числе извлекает яд из паука. Во время церемонии похорон она пробирается в усиленно охраняемую церковь святого Варфоломея, захватывает президента Матвеева и в момент прибытия спецслужб стреляет в него. Её хватают, избивают и увозят, но Солт удаётся по дороге бежать. СМИ сообщают о гибели российского президента.
Показаны воспоминания героини, как она растёт в Советском Союзе, Орлов учит её и других детей повиноваться ему и расположить к себе американское правительство — до «Дня Икс». После завершения подготовки инсценируют гибель её родителей в автокатастрофе, перевязанная Солт встречается с американским консулом, и её отправляют в США.
Солт прибывает на баржу, где её ждёт Орлов и дюжина русских агентов, с которыми Солт выросла и прошла спецподготовку. Чтобы убедиться в абсолютной преданности Солт, в её присутствии убивают связанного Майкла, но она внешне не выражает никаких эмоций, лишь спрашивает Орлова, доволен ли он теперь. Орлов и остальные агенты опускают оружие и радушно принимают Солт, называя её сестрой. Орлов даёт ей следующее задание: она должна встретиться с другим агентом, офицером НАТО, вместе с ним осуществить убийство президента США и захват контроля над ядерным потенциалом страны. Выслушав задание, Солт убивает Орлова, а затем расправляется со всеми остальными агентами на барже.
Затем Солт идёт на встречу с офицером НАТО и узнаёт в нём Шнайдера, знакомого ей с детских лет в центре подготовки Орлова. Шнайдер под видом полковника Томаша вместе с Солт едут в Белый дом. Здесь Шнайдер совершает заведомо самоубийственный поступок, открыв внезапную стрельбу и взорвав бомбу. Шнайдера убивают, секретная служба уводит президента в подземный бункер, где начинают подготовку к запуску стратегических ракет и активизируют для этого коды запуска ядерного чемоданчика. Солт проникает в бункер вслед за ними, обезвреживая по дороге выставленную охрану. Во время процедуры активизации кодов Винтер неожиданно открывает стрельбу и убивает всех, кроме президента, которому представляется как Николай Тарковский, а затем ударом лишает сознания. Винтер продолжает подготовку запуска ракет, прикладывает руку президента к сканеру для идентификации личности. Появившейся Солт он объясняет, что планирует запустить ракеты на Тегеран и Мекку и тем самым спровоцировать объединение 1 600 000 000 мусульман против США. Солт пытается уговорить впустить её внутрь. Винтер колеблется, но тут из телепередачи узнаёт, что президент Матвеев на самом деле не умер, а очнулся от действия парализующего яда. Винтер осуждает Солт за то, что она влюбилась в Майкла вместо того, чтобы завербовать его, и говорит, что это он помог Орлову похитить её мужа. Солт удаётся вломиться в бункер и после продолжительной схватки с Винтером она успевает в последний момент остановить запуск ядерных ракет. Появившиеся агенты стреляют в Солт, она падает, но бронежилет спасает её. Когда её проводят мимо Винтера, она убивает его с помощью своих наручников.
Солт сажают на вертолёт, где она объясняет Пибоди своё задание, причину убийства Винтера и ситуацию с многочисленными «кротами». Поначалу Пибоди настроен скептически и избивает Солт. Но, получив СМС с сообщением, что на барже, где обнаружили убитого Орлова и других русских агентов, найдены отпечатки пальцев Солт, Пибоди начинает верить, что Солт планирует обезвредить русскую агентуру. Он освобождает её от наручников, и она выпрыгивает из вертолёта в воду. В финальной сцене два вертолёта кружат над водой, а Солт выбирается на берег и вся окровавленная, в лёгкой рубашке бежит по снегу среди деревьев.

### Другие версии
В трёх альтернативных версиях для Blu-ray и DVD есть ряд изменений сюжета. Общая продолжительность фильма увеличена на четыре минуты. Увеличено количество воспоминаний из прошлого, сильнее выражены сцены насилия. Концовка фильма также изменена. Находясь в бункере, Винтер убивает президента США вместе со всеми остальными, и в финальной сцене СМИ сообщают, что новый президент США Джозеф Стивен объявил, что со смертью Солт террористическая группировка, в которую она входила, была полностью уничтожена. Это объявление президент США сделал во время мирного визита в Москву, где он возложил цветы на место крушения самолёта, где в 1974 году во время визита в Советский Союз погибли его родители и сестра. Последние слова фильма — это намёк на то, что новый президент США один из тех, кто был в детстве обучен Орловым, что не исключает того, что у фильма «Солт» будет продолжение.
В расширенной версии фильма продолжительность увеличена ещё на одну минуту. В финале Солт прибывает в Россию, где убивает Орлова (сцена его смерти на барже в этой версии отсутствует) и уничтожает лагерь подготовки детей для будущего шпионажа.

## В ролях
| Актёр               | Роль                                                                          |
| ------------------- | ----------------------------------------------------------------------------- |
| Анджелина Джоли     | агент ЦРУ Эвелин Солт, она же агент КГБ Наташа Че́нкова                        |
| Лев Шрайбер         | Теодор Уинтер, глава русского отдела ЦРУ, он же Николай Тарковский, агент КГБ |
| Чиветел Эджиофор    | Пибоди, агент управления руководителя национальной контрразведки США          |
| Даниэль Ольбрыхский | российский перебежчик Олег Васильевич Орлов                                   |
| Аугуст Диль         | Михаэль Краузе, муж Солт, арахнолог                                           |
| Олек Крупа          | президент России Борис Матвеев                                                |
| Хант Блок           | президент США Ховард Льюис                                                    |
| Марион Мак-Кори     | директор ЦРУ Медфорд                                                          |
| Виталий Баганов     | новый президент России                                                        |
| Владислав Куликов   | Александр Фёдорович Ченков                                                    |
| Ольга Зуева         | Анна Норейкова-Ченкова                                                        |
| Кори Столл          | полковник Эдвард Томаш, офицер связи НАТО, он же Шнейдер                      |
| Мишель Рэй Смит     | главный банковский офицер                                                     |
| Майк Колтер         | тактический лидер ЦРУ                                                         |
| Гай Чарльз          | офицер ЦРУ                                                                    |
| Владимир Тевловский | палач КА                                                                      |

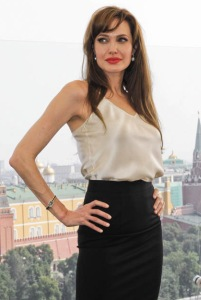
Анджелина Джоли на премьере фильма в Москве 25 июля 2010 года

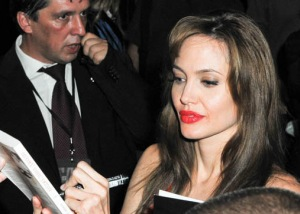
Анджелина Джоли на премьере фильма в Москве 25 июля 2010 года

Изначально главную роль в фильме должен был сыграть Том Круз, имя его героя — Эдвин Солт. Однако Круз отказался от роли из-за того, что был занят в других кинопроектах. Впоследствии главная роль перешла к Анджелине Джоли, и сценарий был переписан.
6 июля 2011 года было объявлено о контракте на написание сценария продолжения фильма с участием Джоли.